# Nam châm

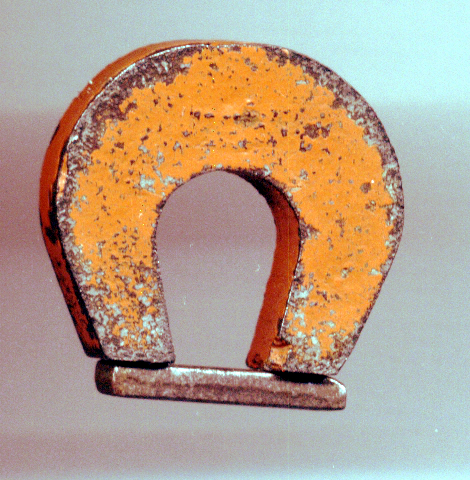
Một "nam châm không những hút được sắt mà còn hút được coban và nikel" làm bằng alnico, một hợp kim sắt. Nam châm không hút được kim loại ngoài sắt móng ngựa, có hai cực từ gần nhau. Hình dạng này tạo ra một từ trường mạnh giữa các cực, cho phép nam châm nâng nổi một miếng sắt nặng.

Đường sức từ của một điện từ nam châm điện, đó là tương tự như một thanh nam châm như minh họa dưới đây với các mạt sắt

Nam châm là vật liệu hoặc vật thể tạo ra từ trường. Từ trường này là vô hình nhưng chịu trách nhiệm cho tính chất đáng chú ý nhất của nam châm: tạo ra một lực kéo các vật liệu từ khác (như sắt), và hút (hoặc đẩy) các nam châm khác.
Nam châm vĩnh cửu là một vật thể được làm từ một vật liệu được từ hóa và tạo ra từ trường ổn định của chính nó. Một ví dụ hàng ngày là một nam châm tủ lạnh được sử dụng để giữ ghi chú trên cửa tủ lạnh. Vật liệu có thể được từ hóa, mà còn là những vật được thu hút mạnh mẽ đối với một nam châm, được gọi là sắt từ (hoặc ferrimagnetic). Chúng bao gồm các nguyên tố sắt, nickel, cobalt và hợp kim của chúng, một số hợp kim của kim loại đất hiếm và một số khoáng chất tự nhiên như lodestone. Mặc dù vật liệu sắt từ (và sắt từ) là những vật liệu duy nhất bị nam châm hút đủ mạnh để được coi là từ tính, nhưng tất cả các chất khác phản ứng yếu với từ trường, bởi một trong một số loại từ tính khác.
Vật liệu sắt từ có thể được chia thành các vật liệu "mềm" từ tính như sắt ủ, có thể được từ hóa nhưng không có xu hướng bị từ hóa, và các vật liệu "cứng" từ tính. Nam châm vĩnh cửu được chế tạo từ các vật liệu sắt từ "cứng" như alnico và ferrite được xử lý đặc biệt trong từ trường mạnh trong quá trình sản xuất để sắp xếp cấu trúc vi tinh thể bên trong của chúng, khiến chúng rất khó bị khử từ. Để khử từ một nam châm bão hòa, phải sử dụng một từ trường nhất định và ngưỡng này phụ thuộc vào lực kháng từ của vật liệu tương ứng. Vật liệu "cứng" có lực kháng từ cao, trong khi vật liệu "mềm" có lực kháng từ thấp. Sức mạnh tổng thể của một nam châm được đo bằng mômen từ của nó hoặc, thay vào đó, tổng từ thông mà nó tạo ra. Sức mạnh cục bộ của từ tính trong vật liệu được đo bằng từ hóa của nó.
Một nam châm điện được tạo ra từ một cuộn dây có tác dụng như một nam châm khi một dòng điện đi qua nó nhưng dừng lại là một nam châm khi dòng điện dừng lại. Thông thường, cuộn dây được quấn quanh lõi của vật liệu sắt từ "mềm" như thép carbon, giúp tăng cường đáng kể từ trường do cuộn dây tạo ra.

## Tên gọi và ý nghĩa
Từ Nam Châm (南針) được lấy từ Chỉ Nam Châm (指南針), có nghĩa là "Kim chỉ Nam" hay đầy đủ hơn là "cây kim chỉ về phía Nam". Khi cây kim nhiễm từ và ở trạng thái treo, theo Lực từ của Trái Đất, nó sẽ chỉ về hướng Nam. Và đó chính là ứng dụng cơ bản cho La bàn. Ngày nay từ "Kim chỉ Nam" thường dùng với nghĩa đen là la bàn và nghĩa bóng là "sự dẫn hướng đúng đắn và hợp lý", còn "Nam Châm" thường dùng để gọi vật đang có từ trường và có thể hút được vật liệu sắt từ.

## Khám phá và phát triển
Người cổ đại đã học về từ tính từ đá vôi (hoặc từ tính) là những mảnh quặng sắt được từ hóa tự nhiên. Từ magnet đã được đưa vào tiếng Anh từ tiếng Latin magnetum " cục nam châm ", mà đến từ Hy Lạp μαγνῆτις [λίθος]  (Magntis [lithos])  có nghĩa là "[đá] từ Magnesia",  một phần của Hy Lạp cổ đại nơi tìm thấy các lodestone có từ tính. Lodestone, được treo lơ lửng để chúng có thể quay, là những la bàn từ tính đầu tiên. Các mô tả sớm nhất còn tồn tại của nam châm và tính chất của chúng là từ Hy Lạp, Ấn Độ và Trung Quốc khoảng 2000 năm trước. Các đặc tính của lodestone và mối quan hệ của chúng đối với sắt được Pliny the Elder viết lại trong bách khoa toàn thư của ông Naturalis Historia.
Vào thế kỷ 12 đến 13 sau Công nguyên, la bàn từ tính đã được sử dụng trong định vị hoa tiêu ở Trung Quốc, Châu Âu, Bán đảo Ả Rập và các nơi khác.

## Ứng dụng vật lý

### Từ trường

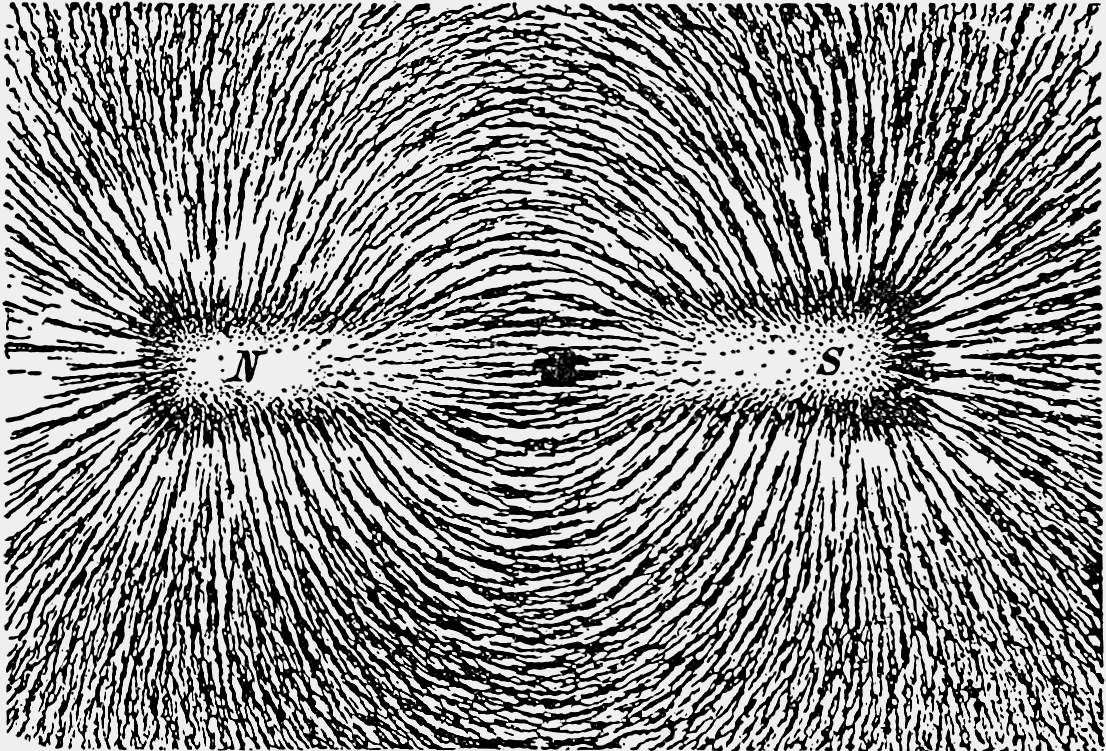
Mạt sắt định hướng trong từ trường được tạo ra bởi một thanh nam châm

Mật độ từ thông (còn gọi là từ trường B hoặc chỉ từ trường, thường được ký hiệu là B) là một trường vectơ. Vectơ từ trường B tại một điểm nhất định trong không gian được chỉ định bởi hai thuộc tính:
1. Hướng của nó, đó là dọc theo hướng của kim la bàn.
2. Độ lớn của nó (còn được gọi là sức mạnh), tỷ lệ thuận với mức độ mạnh mẽ của kim la bàn hướng dọc theo hướng đó.

Trong các đơn vị SI, cường độ của từ trường B được tính bằng tesla.

### Mômen từ
Khoảnh khắc từ của nam châm (còn gọi là mômen lưỡng cực từ và thường được ký hiệu là μ) là một vectơ đặc trưng cho tính chất từ tính tổng thể của nam châm. Đối với một thanh nam châm, hướng của mô men từ chỉ từ cực nam của nam châm đến cực bắc của nó, và độ lớn liên quan đến mức độ mạnh và khoảng cách giữa các cực này. Trong các đơn vị SI, mô men từ được đo bằng A · m² (ampe mét bình phương).
Một nam châm vừa tạo ra từ trường riêng của nó vừa phản ứng với các từ trường khác. Độ mạnh của từ trường mà nó tạo ra là tại bất kỳ điểm nào cho tỉ lệ với độ lớn của mô men từ của nó. Ngoài ra, khi nam châm được đưa vào một từ trường bên ngoài, được tạo ra bởi một nguồn khác, nó phải chịu một mô-men xoắn có xu hướng định hướng mô men từ song song với từ trường. Lượng mô-men xoắn này tỷ lệ thuận với mô men từ và trường ngoài. Một nam châm cũng có thể chịu một lực đẩy nó theo hướng này hay hướng khác, theo vị trí và hướng của nam châm và nguồn. Nếu trường đồng nhất trong không gian, nam châm không chịu lực ròng, mặc dù nó chịu mô-men xoắn.
Một sợi dây có dạng hình tròn có diện tích A và mang dòng điện cường độ I sẽ có momen từ bằng IA.

### Từ hóa
Từ hóa của vật liệu từ hóa là giá trị cục bộ của mô men từ của nó trên một đơn vị thể tích, thường được ký hiệu là M, với đơn vị A/m. Đó là một trường vectơ, thay vì chỉ là một vectơ (như mô men từ), bởi vì các khu vực khác nhau trong một nam châm có thể được từ hóa với các hướng và cường độ khác nhau (ví dụ, vì các miền, xem bên dưới). Một thanh nam châm tốt có thể có mô men từ có cường độ 0,1 A • m² và thể tích 1 cm 3 hoặc 1×106 m³, và do đó cường độ từ hóa trung bình là 100.000 A/m. Sắt có thể có từ hóa khoảng một triệu ampe mỗi mét. Một giá trị lớn như vậy giải thích tại sao nam châm bằng sắt rất hiệu quả trong việc tạo ra từ trường.

### Mô hình nam châm

Trường của một thanh nam châm hình trụ được tính toán chính xác

Hai mô hình khác nhau tồn tại cho nam châm: cực từ và dòng nguyên tử.
Mặc dù đối với nhiều mục đích, thật thuận tiện khi nghĩ rằng nam châm có cực từ nam và bắc riêng biệt, khái niệm về cực không nên được hiểu theo nghĩa đen: nó chỉ là một cách để chỉ hai đầu khác nhau của nam châm. Nam châm không có các hạt phía bắc hoặc phía nam riêng biệt ở hai bên đối diện. Nếu một thanh nam châm bị vỡ thành hai mảnh, trong nỗ lực tách hai cực bắc và nam, kết quả sẽ là hai nam châm thanh, mỗi thanh có cả hai cực bắc và nam. Tuy nhiên, một phiên bản của phương pháp cực từ được các nhà nghiên cứu từ tính chuyên nghiệp sử dụng để thiết kế nam châm vĩnh cửu.
Trong phương pháp này, sự phân kỳ của từ hóa ∇ · M bên trong một nam châm và thành phần bình thường bề mặt M · n được coi là sự phân bố của các đơn cực từ. Đây là một thuận tiện toán học và không ngụ ý rằng thực sự có các đơn cực trong nam châm. Nếu phân phối cực từ được biết đến, thì mô hình cực cho từ trường H. Bên ngoài nam châm, trường B tỷ lệ với H, trong khi bên trong từ hóa phải được thêm vào H. Một phần mở rộng của phương pháp này cho phép tích điện từ bên trong được sử dụng trong các lý thuyết về sắt từ.

### Phân cực
Cực bắc của nam châm được định nghĩa là cực mà khi nam châm lơ lửng tự do, hướng về cực Bắc của Trái Đất ở Bắc Cực (các cực từ và địa lý không trùng nhau, nhìn thấy sự suy giảm từ tính). Do các cực đối diện (bắc và nam) thu hút, cực từ Bắc thực sự là cực nam của từ trường Trái Đất. Như một vấn đề thực tế, để cho biết cực của nam châm ở phía bắc và phía nam, không nhất thiết phải sử dụng từ trường của Trái Đất. Ví dụ, một phương pháp sẽ là so sánh nó với một nam châm điện, có thể xác định được cực của chúng bằng quy tắc bàn tay phải. Các đường sức từ của một nam châm được coi là theo quy ước xuất hiện từ cực bắc của nam châm và nhập lại ở cực nam.

### Vật liệu từ tính
Thuật ngữ nam châm thường được dành riêng cho các đối tượng tạo ra từ trường liên tục của riêng chúng ngay cả khi không có từ trường ứng dụng. Chỉ một số lớp vật liệu nhất định có thể làm điều này. Tuy nhiên, hầu hết các vật liệu tạo ra một từ trường để đáp ứng với từ trường ứng dụng - một hiện tượng được gọi là từ tính. Có một số loại từ tính, và tất cả các vật liệu trưng bày ít nhất một trong số chúng.
Hành vi từ tính tổng thể của vật liệu có thể rất khác nhau, tùy thuộc vào cấu trúc của vật liệu, đặc biệt là cấu hình electron của nó. Một số dạng hành vi từ đã được quan sát thấy trong các vật liệu khác nhau, bao gồm:
- Sắt từ và ferrimagnetic là những vật liệu bình thường coi như có từ tính; chúng bị hút bởi một nam châm đủ mạnh với sự hấp dẫn thấy được. Những vật liệu này là những vật liệu duy nhất có thể giữ được từ hóa và trở thành nam châm; một ví dụ phổ biến là một nam châm tủ lạnh truyền thống. Vật liệu Ferrimagnetic, trong đó bao gồm ferrites và vật liệu từ tính lâu đời nhất magnetite và đá nam châm, cũng tương tự như nhưng yếu hơn ferromagnetics. Sự khác biệt giữa vật liệu sắt và sắt từ có liên quan đến cấu trúc kính hiển vi của chúng, như được giải thích trong Từ học.
- Các chất thuận từ, chẳng hạn như bạch kim, nhôm và oxy, bị thu hút với lực yếu khi đến gần hai cực của nam châm. Điểm thu hút này yếu hơn hàng trăm nghìn lần so với vật liệu sắt từ, do đó, nó chỉ có thể được phát hiện bằng cách sử dụng các dụng cụ nhạy cảm hoặc sử dụng nam châm cực mạnh. Nước từ có từ tính, mặc dù chúng được làm từ các hạt sắt từ nhỏ lơ lửng trong chất lỏng, đôi khi được coi là thuận từ vì chúng không thể bị nhiễm từ.
- Nghịch từ có nghĩa là bị đẩy lùi bởi cả hai cực. So với các chất thuận từ và sắt từ, các chất nghịch từ tính, như carbon, đồng, nước và nhựa, thậm chí còn bị đẩy mạnh hơn bởi nam châm. Độ thấm của vật liệu từ tính nhỏ hơn độ thấm của chân không. Tất cả các chất không sở hữu một trong các loại từ tính khác là từ tính; điều này bao gồm hầu hết các chất. Mặc dù lực tác dụng lên một vật thể từ tính từ một nam châm thông thường quá yếu để có thể cảm nhận được, bằng cách sử dụng nam châm siêu dẫn cực mạnh, các vật thể từ tính như mảnh chì và thậm chí cả các con chuột  có thể được nâng lên trong không trung. Các chất siêu dẫn đẩy các từ trường từ bên trong của chúng và có tính từ tính mạnh.

Có nhiều loại từ tính khác nhau, chẳng hạn như kính xoay, siêu màng từ, siêu thuận từ, và siêu vật liệu.